# Elfin.aero elfin 20.e
Die elfin.aero elfin 20.e ist ein zweisitziges eigenstartfähiges Elektro-Hybrid-Motorsegelflugzeug. Entwicklungs- und Herstellungsbetrieb ist seit Ende 2023 die elfin.aero UG mit Sitz am Flugplatz Schönhagen. Die Entwicklung begann 2016 bei der Reiner Stemme Utility Air-Systems GmbH (RS-UAS).

## Geschichte
Auf der AERO in Friedrichshafen wurde im April 2016 das Projekt eines im Rahmen des Luftfahrtforschungsprogramms LuFo V des BMWi von RS-UAS entwickelten Elektromotorsegelflugzeugs vorgestellt, der nach Eigenstart eine Höhe von 500 Metern und einstündigen elektromotorgetriebenen Flug erreichen sollte.
Das Flugzeug wird am Flugplatz Schönhagen entwickelt und gebaut. Nach Verzögerungen ist der Erstflug für Herbst 2025 geplant.

## Konstruktion
Die Zelle des gemäß der Bau- und Zulassungsvorschrift EASA CS-22 entwickelten Flugzeuges wird in CFK-Halbschalenbauweise unter Verwendung von Prepregs gefertigt. Der freitragende zweisitzige Schulterdecker hat ein konventionelles T-Leitwerk und eine 20 Meter spannende dreiteilige Tragfläche mit Flaperons. Der leicht negativ gepfeilte 9,90 m breite Mittelflügel hat an der Oberseite doppelstöckige Schempp-Hirth-Bremsklappen. Die jeweils 5,10 m messenden, weniger als 30 kg wiegenden Zweifach-Trapez-Außenflügel mit Winglets sind ähnlich zur Stemme S10/S12 über den Mittelflügel faltbar, so dass sich die Spannweite zum leichteren Rollen und Hangarieren auf 10 m reduzieren lässt. Alternativ kann der Innenflügel bei abgenommenen Außentragflächen um 90° gedreht und auf dem Rumpf gelagert werden, so dass die Hangarfläche 11,5 × 1,5 m beträgt. Die Außenflügel, wie auch der Mittelflügel mit einer der fünf Varianten des selbstentworfenen Profils 20e-143 versehen, wurden in Kooperation mit Windward Performance entwickelt. Es ist eine elektronische Wölbklappensteuerung geplant, so dass die Klappenstellung in Abhängigkeit von der Fluggeschwindigkeit automatisch optimiert wird.
Der Rumpf besteht aus einer CFK-Sandwichschale mit vier Stringern. Das elektrisch nach hinten in den Rumpf einfahrbare Hauptfahrwerk mit 1,20 m Spurbreite hat gefederte, bremsbare Einzelräder 5.00-5; das Spornrad mit 210 mm Außendurchmesser ist steuerbar und elektrisch in die Seitenflosse einfahrbar.
Die Besatzung sitzt nebeneinander in einem Semi-Monocoque mit Doppelsteuer. Die nach vorn öffnenden Cockpithaube hat integrierte Gasdruckfedern und ist über einen zentralen Griff im Instrumentenbrett im Notfall abwerfbar, ein Röger-Haken ist vorhanden.
Neben dem Eigenstart ist Winden- und Flugzeugschleppstart möglich. Ein Gesamtrettungssystem von BRS Aerospace ist im Mittelrumpf eingebaut.

### Antrieb
Das Antriebskonzept wurde in Kooperation mit dem Fachbereich Luftfahrttechnik der TH Wildau und der Abteilung „Corporate Technology“ der Siemens AG entwickelt und danach eigenständig weitergeführt. Ein 65-kW-Elektromotor EMRAX 268 im Rumpfbug treibt direkt den eigens für die elfin entwickelten Dreiblattfaltpropeller an. Für die Segelflugkonfiguration wird der Propeller nach dem von Reiner Stemme entwickelten und patentierten System gefaltet und unter der in Längsrichtung verschiebbaren aerodynamischen Bugverkleidung verstaut. Die Breite des mittels Elektromotor verschließbaren Spaltes beträgt 50 mm (S10: 115 mm).
Drei je 60 kg schwere aus je vier Modulen bestehende Batteriepakete mit insgesamt über 30 kWh Nennkapazität befinden sich im Rumpfmittelteil.
Der geräuscharme und zudem konstruktionsbedingt vibrationsarme Elektromotor ist zudem schwingungsgedämpft gelagert. Kühlluftklappen und Propellerdom werden automatisch bewegt. Mit dem 60 kg schweren RangeExtender ist das Flugzeug als Reisemotorsegler verwendbar. Verbaut ist der RangeExtender im hinteren Rumpf des Flugzeuges, alternativ zu einem Batteriepaket. In den beiden Tragflügeltanks können insgesamt 90 l Treibstoff mitgeführt werden.

## Versionen
- elfin 20.e – Wettbewerbssegelflugzeug der FAI-Doppelsitzerklasse, eigenstartfähig durch 65-kW-Elektromotor, 3 h Elektromotorflug[2]
- elfin 20.ex – Reisemotorsegler mit „Range Extender“

## Technische Daten

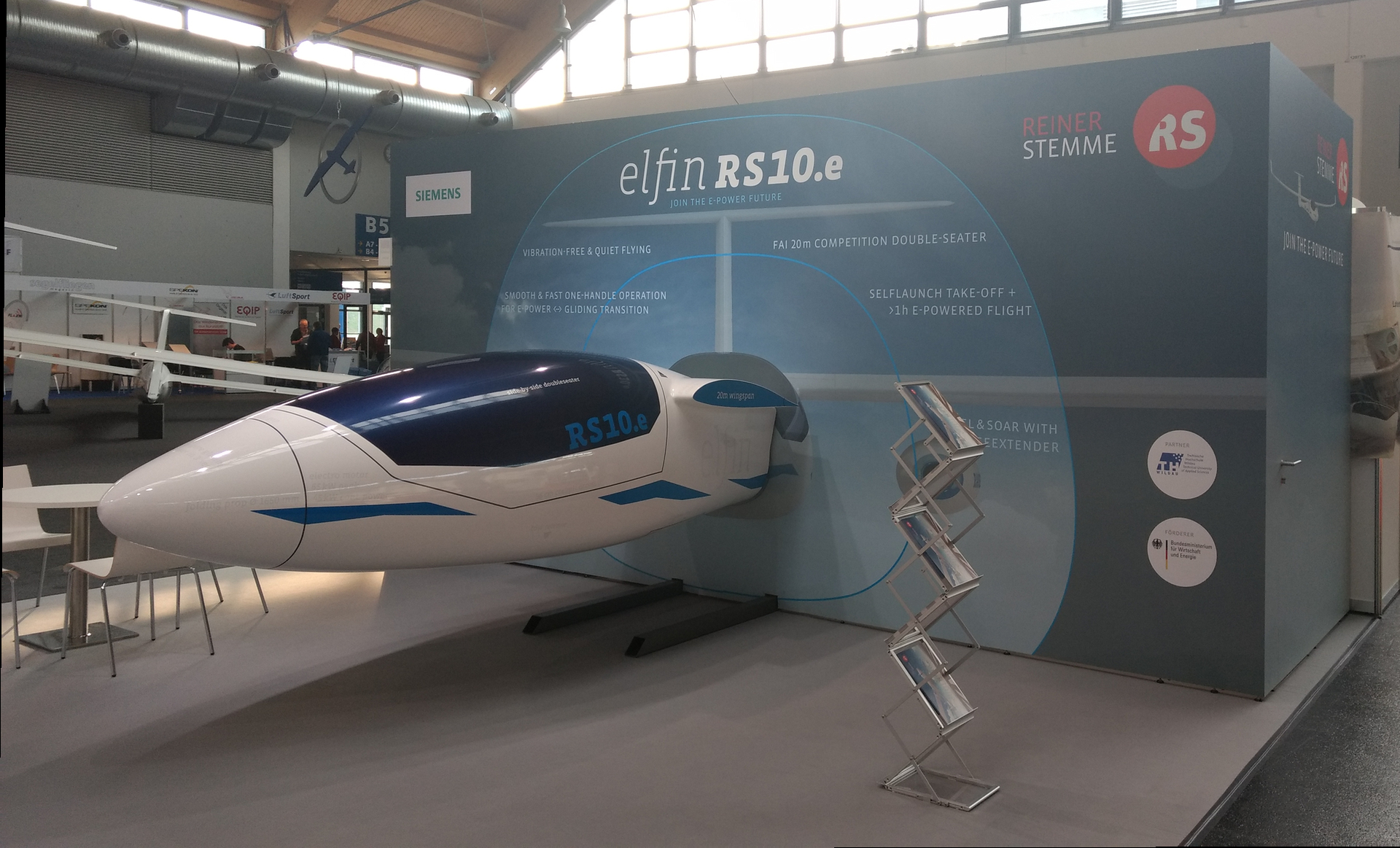
Vollmaßstäbliches Mock-up des Vorderrumpfes auf der AERO 2017

| Kenngröße                  | Daten elfin 20.e                                                                                                   |
| -------------------------- | --- |
| Besatzung                  | 1 + 1 (nebeneinander)                                                                                              |
| Länge                      | 8,7 m |
| Spannweite                 | 20 m (Außenflächen für Hangarierung angeklappt: 11,05 m)                                                           |
| Höhe                       | 1,70 m |
| Spurweite                  | 1,20 m |
| Radstand                   | 5,50 m |
| Cockpitbreite              | 1,20 m |
| Cockpithöhe                | 0,98 m |
| Einstiegshöhe              | 0,90 m |
| Flügelfläche               | 16,2 m² |
| Flügelstreckung            | 24,7 |
| Flügelprofil               | 20e-143 |
| Gleitzahl                  | 50 |
| Geringstes Sinken          | 0,65 m/s |
| Leermasse                  | 540 kg (570 kg mit Gesamtrettungssystem)                                                                           |
| max. Wasserballast         | 100 kg |
| Zuladung                   | max. 200 kg (Cockpit) + 20 kg (Gepäckfach)                                                                         |
| max. Startmasse            | 900 kg (850 kg ohne Wasserballast)                                                                                 |
| Flächenbelastung           | 34–55,5 kg/m² elfin 20.ex: 42–50,6 kg/m²                                                                           |
| max. Reisegeschwindigkeit  | elfin 20.ex: 200 km/h (empfohlen: 185 km/h)                                                                        |
| Manövergeschwindigkeit     | 210 km/h |
| Höchstgeschwindigkeit vNE  | 280 km/h |
| Minimalgeschwindigkeit vS0 | 78 km/h |
| Rollstrecke                | 250 m |
| Steigleistung              | 3 m/s |
| Reichweite                 | Start/Steigflug auf 500 m und 1 h Elektromotorflug (mit 18,7-kWh-Akku der navtec Microwave GmbH) elfin 20.ex: 1100 |
| Triebwerke                 | 1 × Elektromotor EMRAX 268 (modifiziert), 65 kW                                                                    |
| Hilfstriebwerk (optional)  | 1 × Wankel-35-kW-Generator von Geiger an Tragflügelpylon, 90-kg-Kraftstofftank im Mittelflügel                     |

## Vergleichbare Typen
- Akaflieg Berlin B13
- Stemme S10
- Stemme S12
- Caproni-Vizzola Calif